# 市川良子
市川 良子（いちかわ よしこ、1976年4月18日 - ）は、山口県光市出身の元陸上競技中距離走・長距離走・マラソンランナーであり、現在は指導者として活動中である。

## 来歴
光市立浅江中学校在学中、当時体育教師で陸上部顧問であった山村進の指導を受け、めきめきと実力をつける。中学3年生時に当時の800m中学新記録を樹立、ジュニア時代から活躍した。中学卒業後の1992年、東京ランナーズ倶楽部の一期生となり日本陸上競技選手権大会をかつて3回制した(5000m:1974年、10000m:1971年、1979年)浜田安則コーチに師事（東京ランナーズ倶楽部の所属選手には、世界陸上セビリア大会女子マラソン銀メダリストの市橋有里らがいた）。1995年洗足学園大学附属高等学校を卒業。卒業後は日本航空に勤務していた。
数多くの国際大会出場経験を持ち、5000mでは1996年アトランタオリンピック・2000年シドニーオリンピックに2大会連続出場を果たす。1500mでは2002年釜山アジア競技大会で、残り1周付近で両足のスパイクが脱げるアクシデントが有りながらも3位に入り、銅メダルを獲得。日本選手権でも計4回優勝(1500m：1993年、5000m：1996年、1997年、1999年)。
腰高のフォームが生み出す「スピード」を武器に、1500mからマラソンまでこなせるランナーへと成長した。趣味は読書、料理。
現在は兵庫県姫路市で特定非営利活動法人Ichikawa Running Club 市川塾を主宰し、小学生から一般市民ランナーまで幅広く指導している。

## 主な成績
- 1996年7月 アトランタオリンピック 5000m 15分58秒90（予選記録）
- 1998年1月 大阪国際女子マラソン 2:29:29/5位
- 1998年9月 ベルリンマラソン 2:33:29/5位
- 1999年1月 大阪国際女子マラソン 2:32:10/9位
- 2000年9月 シドニーオリンピック 5000m 15分23秒41（予選記録）
- 2001年3月 名古屋国際女子マラソン 2:31:28/16位
- 2001年11月 東京国際女子マラソン 2:29:18/8位
- 2001年12月 NAHAマラソン 2:35:52/優勝
- 2002年10月 釜山アジア競技大会 1500m 4分13秒42/3位（銅メダル獲得）
- 2002年10月 釜山アジア競技大会 5000m 15分32秒62/4位
- 2004年11月 東京国際女子マラソン 2:36:46/13位
- 2005年11月 東京国際女子マラソン 2:42:08/18位
- 2009年11月 下関海響マラソン 2:50:38/ゲストランナー

## 自己ベスト
- 1500m 4分13秒42 （2002年10月10日）
- 3000m 9分06秒9　（2001年5月25日）
- 5000m 15分20秒53 （1997年10月3日）
- 10000m 31分44秒87 （2002年5月6日）
- ハーフマラソン 1時間08分18秒 （1997年1月19日）
- マラソン 2時間29分18秒 （2001年11月18日）